# Formule 1 in 2026

Formule 1 logo

Het Formule 1-seizoen 2026 is het geplande 77ste Formule 1-seizoen. De "Formule 1", officieel het "FIA Formula One World Championship", is de hoogste klasse in de autosport zoals is bepaald door de Fédération Internationale de l'Automobile (FIA). Het geplande kampioenschap zal vierentwintig Grands Prix betreffen die verreden worden van maart tot en met december.
Het seizoen van 2026 ondergaat grote reglementswijzigingen, met nieuwe auto's en motoren. Er worden auto's geïntroduceerd met actieve aerodynamica en beweegbare vleugels.

## Algemeen

### Wijzigingen in de regelgeving
De voorschriften voor de motor, de aerodynamica, de geometrie en de veiligheid worden voor het seizoen van 2026 allemaal aangepast. 

### Technisch reglement
De elfde versie van het technisch reglement voor het seizoen 2025 werd gepubliceerd op 26 februari 2025.

#### Afmetingen en aerodynamica van auto's
Op 6 juni 2024 werd het autoconcept voor 2026 onthuld. Het concept heeft nieuwe actieve aerodynamica in zowel de voor- als achtervleugels. In het concept werd het systeem om de luchtweerstand te verminderen afgeschaft en vervangen door een nieuwe handmatige motormodus.  De wielbasis werd teruggebracht van 360 cm naar 340 cm, de breedte werd teruggebracht van 200 cm naar 190 cm en de minimummassa werd teruggebracht naar 768 kg. De breedte van de voor- en achterbanden zal respectievelijk worden verminderd met 2,5 cm en 3,0 cm. De vloer zal een verminderd grondeffect hebben om de problemen die auto's hebben gehad met stuiteren tijdens het rijden te verlichten.

#### Krachtbron
Voor het seizoen 2026 worden nieuwe reglementen voor krachtbronnen geïntroduceerd. De nieuwe krachtbronnen zullen nog steeds meer dan 1.000 pk (750 kW) produceren, hoewel het vermogen uit andere bronnen zal komen. In het motorreglement blijft de 1,6-liter V6-verbrandingsmotor met turbo die sinds 2014 wordt gebruikt, behouden. De MGU-H (Motor Generator Unit - Heat), die ook sinds 2014 wordt gebruikt, wordt echter verboden, terwijl het vermogen van de MGU-K (Motor Generator Unit - Kinetic) wordt verhoogd van 160 pk (120 kW) naar 470 pk (350 kW). Het vermogen van het interne verbrandingsgedeelte van de vermogenseenheid daalt van 850 pk (630 kW) naar 540 pk (400 kW).  De krachtbronnen zullen gebruikmaken van een volledig duurzame brandstof die wordt ontwikkeld door de Formule 1. De krachtbronnen zullen naar verwachting twee keer zoveel elektrische energie terugwinnen als voorheen.

### Sportief reglement
De elfde versie van het sportief reglement voor het seizoen 2026 werd gepubliceerd op 26 februari 2025.

#### Sprint
De sprint zal dit seizoen net als in 2025 bij zes Grands Prix worden verreden, vijf zijn er nog onbekend. De enige sprint die tot nu toe is bevestigd is de GP van Nederland die in 2026 voor het laatst verreden zal worden.

#### Hittegevaar
Als de officiële weerdienst voorspelt dat de hitte-index op een bepaald moment tijdens de sprint of de race hoger zal zijn dan 30,5° C, of als de wedstrijdleider dat bepaalt, kan er 24 uur voor de geplande start van de sprint of de race een hittegevaar worden afgekondigd. Zodra een gevaar door hitte is afgekondigd, moeten de extra items om de coureur te helpen koelen, worden gemonteerd.

#### Startopstelling
De voorlopige startopstelling wordt uiterlijk 2 uur voor de geplande start van de formatieronde voor de race bekendgemaakt. Dit was in voorgaande jaren 4 uur.

### Financieel reglement
De laatste bijgewerkte versie van het financiële technisch reglement werd gepubliceerd op 26 februari 2025.

## Kalender

Landen die in 2026 een Grand Prix organiseren zijn getoond in het groen, voormalige organiserende landen zijn getoond in het donkergrijs.

Op 10 juni 2025 werd de kalender officieel bekendgemaakt. Er staan vierentwintig Grands Prix op de kalender.
| GP nr. | Ronde | Grand Prix                 | Circuit                            | Plaats                  | Datum        |
| ------ | ----- | -------------------------- | ---------------------------------- | ----------------------- | ------------ |
| 1150   | 1     | GP van Australië           | Albert Park Circuit                | Melbourne               | 8 maart      |
| 1151   | 2     | GP van China               | Shanghai International Circuit     | Shanghai                | 15 maart     |
| 1152   | 3     | GP van Japan               | Suzuka International Racing Course | Suzuka                  | 29 maart     |
| 1153   | 4     | GP van Bahrein             | Bahrain International Circuit      | Sakhir                  | 12 april     |
| 1154   | 5     | GP van Saoedi-Arabië       | Jeddah Corniche Circuit            | Jeddah                  | 19 april     |
| 1155   | 6     | GP van Miami               | Miami International Autodrome      | Miami Gardens (Florida) | 3 mei        |
| 1156   | 7     | GP van Canada              | Circuit Gilles Villeneuve          | Montréal (Québec)       | 24 mei       |
| 1157   | 8     | GP van Monaco              | Circuit de Monaco                  | Monaco                  | 7 juni       |
| 1158   | 9     | GP van Barcelona-Catalonië | Circuit de Barcelona-Catalunya     | Montmeló                | 14 juni      |
| 1159   | 10    | GP van Oostenrijk          | Red Bull Ring                      | Spielberg               | 28 juni      |
| 1160   | 11    | GP van Groot-Brittannië    | Silverstone Circuit                | Silverstone             | 5 juli       |
| 1161   | 12    | GP van België              | Circuit de Spa-Francorchamps       | Stavelot                | 19 juli      |
| 1162   | 13    | GP van Hongarije           | Hungaroring                        | Mogyoród                | 26 juli      |
| 1163   | 14    | GP van Nederland           | Circuit Zandvoort                  | Zandvoort               | 23 augustus  |
| 1164   | 15    | GP van Italië              | Autodromo Nazionale di Monza       | Monza                   | 6 september  |
| 1165   | 16    | GP van Spanje              | Circuito de Madring                | Madrid                  | 13 september |
| 1166   | 17    | GP van Azerbeidzjan        | Baku City Circuit                  | Bakoe                   | 26 september |
| 1167   | 18    | GP van Singapore           | Marina Bay Street Circuit          | Singapore               | 11 oktober   |
| 1168   | 19    | GP van de Verenigde Staten | Circuit of The Americas            | Austin (Texas)          | 25 oktober   |
| 1169   | 20    | GP van Mexico-Stad         | Autódromo Hermanos Rodríguez       | Mexico-Stad             | 1 november   |
| 1170   | 21    | GP van São Paulo           | Autódromo José Carlos Pace         | São Paulo               | 8 november   |
| 1171   | 22    | GP van Las Vegas           | Las Vegas Street Circuit           | Las Vegas (Nevada)      | 21 november  |
| 1172   | 23    | GP van Qatar               | Losail International Circuit       | Lusail                  | 29 november  |
| 1173   | 24    | GP van Abu Dhabi           | Yas Marina Circuit                 | Yas                     | 6 december   |

### Kalenderwijzigingen in 2026
- De Grand Prix van Emilia-Romagna verdween van de kalender omdat het contract niet werd verlengd.
- De Grand Prix van Canada werd naar voren gehaald op de kalender om de efficiëntie van het vrachttransport te verbeteren. Vracht kan van Miami Gardens naar Montréal worden vervoerd zonder eerst naar Monaco en Montmeló in Europa te gaan.
- De Grand Prix van Spanje zal worden verreden op het stratencircuit Madring in Madrid in plaats van op het Circuit de Barcelona-Catalunya waar ook een race verreden zal worden onder de naam Grand Prix van Barcelona-Catalonië.
- De Grand Prix van Nederland staat voor het laatst op de kalender en zal voor het eerst een sprint organiseren.[8][12]
- De Grand Prix van Azerbeidzjan werd een dag naar voren gehaald vanwege de dodenherdenking in het land op 27 september. Op verzoek van de organisatie zal de race op zaterdag 26 september verreden worden.[13]

### Testsessie
Voorafgaande aan het seizoen worden er drie wintertestsessies gehouden. De eerste testsessie van vijf dagen lang zal plaatsvinden van 26 tot en met 30 januari 2026 op het Circuit de Barcelona-Catalunya in Montmeló, Spanje. De tweede en derde testsessie zullen plaatsvinden van 11 tot en met 13 februari en van 18 tot en met 20 februari 2026 op het Bahrain International Circuit in Sakhir, Bahrein.

## Ingeschreven teams en coureurs
De volgende teams en coureurs nemen deel aan het FIA Wereldkampioenschap F1 in 2026. Alle teams rijden met banden van Pirelli. Elk team moet minstens twee rijders inschrijven: een voor elk van de twee verplichte wagens. Gedurende het seizoen mogen er per team maximaal vier verschillende coureurs aan wedstrijden deelnemen.
| BWT Alpine Formula 1 Team                   | Alpine-Mercedes               | Mercedes      | 10     | Pierre Gasly      |
| BWT Alpine Formula 1 Team                   | Alpine-Mercedes               | Mercedes      | N.n.b. | N.n.b.            |
| Aston Martin Aramco Formula One Team        | Aston Martin Aramco- Honda    | Honda         | 14     | Fernando Alonso   |
| Aston Martin Aramco Formula One Team        | Aston Martin Aramco- Honda    | Honda         | 18     | Lance Stroll      |
| Revolut Audi F1 Team                        | Audi                          | Audi          | 5      | Gabriel Bortoleto |
| Revolut Audi F1 Team                        | Audi                          | Audi          | 27     | Nico Hülkenberg   |
| Cadillac Formula 1 Team                     | Cadillac-Ferrari              | Ferrari       | N.n.b. | N.n.b.            |
| Cadillac Formula 1 Team                     | Cadillac-Ferrari              | Ferrari       | N.n.b. | N.n.b.            |
| Scuderia Ferrari HP                         | Ferrari                       | Ferrari       | 16     | Charles Leclerc   |
| Scuderia Ferrari HP                         | Ferrari                       | Ferrari       | 44     | Lewis Hamilton    |
| MoneyGram Haas F1 Team                      | Haas-Ferrari                  | Ferrari       | 31     | Esteban Ocon      |
| MoneyGram Haas F1 Team                      | Haas-Ferrari                  | Ferrari       | 87     | Oliver Bearman    |
| McLaren Formula 1 Team                      | McLaren-Mercedes              | Mercedes      | 4      | Lando Norris      |
| McLaren Formula 1 Team                      | McLaren-Mercedes              | Mercedes      | 81     | Oscar Piastri     |
| Mercedes-AMG PETRONAS Formula One Team      | Mercedes                      | Mercedes      | N.n.b. | N.n.b.            |
| Mercedes-AMG PETRONAS Formula One Team      | Mercedes                      | Mercedes      | N.n.b. | N.n.b.            |
| Visa Cash App Racing Bulls Formula One Team | Racing Bulls-Red Bull Ford    | Red Bull Ford | N.n.b. | N.n.b.            |
| Visa Cash App Racing Bulls Formula One Team | Racing Bulls-Red Bull Ford    | Red Bull Ford | N.n.b. | N.n.b.            |
| Oracle Red Bull Racing                      | Red Bull Racing-Red Bull Ford | Red Bull Ford | 33     | Max Verstappen    |
| Oracle Red Bull Racing                      | Red Bull Racing-Red Bull Ford | Red Bull Ford | N.n.b. | N.n.b.            |
| Atlassian Williams Racing                   | Williams-Mercedes             | Mercedes      | 23     | Alexander Albon   |
| Atlassian Williams Racing                   | Williams-Mercedes             | Mercedes      | 55     | Carlos Sainz jr.  |
| Bron: nl.motorsport.com                     |                               |               |        |                   |

### Veranderingen bij de teams in 2026
- Alpine zal geen fabrieksteam meer zijn, omdat er met motoren van Mercedes gereden zal gaan worden. Renault verlaat de sport als motorleverancier en dat betekent dat het voor het eerst sinds 1988 niet meer in de Formule 1 te zien zal zijn.
- Aston Martin gaat een samenwerking aan met Honda die de Mercedeskrachtbron zal vervangen.
- Audi is de opvolger van het Kick Sauber Formule 1-team en zal een fabrieksteam worden met eigen motoren.
- Cadillac maakt ook zijn Formule 1-debuut als team, waardoor voor het eerst sinds 2016 weer elf constructeurs deelnemen.  Cadillac zal met Ferrari-motoren rijden.
- Red Bull Racing en Racing Bulls gaan motoren gebruiken vanuit een samenwerking met Ford, dat voor het laatst motoren leverde in 2004 en dus terugkeert in de Formule 1 na een afwezigheid van 21 jaar.

1950 · 1951 · 1952 · 1953 · 1954 · 1955 · 1956 · 1957 · 1958 · 1959 · 1960 · 1961 · 1962 · 1963 · 1964 · 1965 · 1966 · 1967 · 1968 · 1969 · 1970 · 1971 · 1972 · 1973 · 1974 · 1975 · 1976 · 1977 · 1978 · 1979 · 1980 · 1981 · 1982 · 1983 · 1984 · 1985 · 1986 · 1987 · 1988 · 1989 · 1990 · 1991 · 1992 · 1993 · 1994 · 1995 · 1996 · 1997 · 1998 · 1999 · 2000 · 2001 · 2002 · 2003 · 2004 · 2005 · 2006 · 2007 · 2008 · 2009 · 2010 · 2011 · 2012 · 2013 · 2014 · 2015 · 2016 · 2017 · 2018 · 2019 · 2020 · 2021 · 2022 · 2023 · 2024 · 2025 · 2026 
 Lijst van Formule 1 Grand Prix-wedstrijden